# Take Me Up
Take Me Up è il terzo singolo estratto dal primo e omonimo album dei Fair Warning.

## Formazione
- Tommy Heart (voce)
- Andy Malecek (chitarra)
- Helge Engelke (chitarra)
- Ule Ritgen (basso)
- C.C.Behrens (batteria)

## Tracce
1. Take Me Up (Lisa's Song)
2. Take Me Up (Lisa's Song TV Version)
3. Crazy